# Goalkeeper
Goalkeeper — зенитно-артиллерийский комплекс, разработанный по заказу ВМС Нидерландов. Состоит на вооружении ВМС Нидерландов, а также ВМС Великобритании. Предназначен для противоракетной обороны корабля.

## Разработка
Разработка комплекса началась в середине 1970-х годов. Головным разработчиком стала голландская компания «Холландзе Сигналаппаратен», в установке использовалась артиллерийская часть, созданная американской фирмой «Дженерал Электрик». Первоначально комплекс имел обозначение SGE 30. В 1978 году был представлен макет комплекса, в 1979 году состоялись первые стрельбы. Полномасштабные испытания начались в 1984 году, а в 1986 году «Голкипер» был принят на вооружение ВМС Нидерландов.

## Конструкция
Комплекс включает в себя башенную установку Sea Vulcan 30, на которой размещены РЛС обнаружения целей, РЛС сопровождения целей, компьютер управления и телекамера. Пульт управления стрельбой и магазин находятся под палубой.
Артиллерийская часть комплекса представлена модифицированной версией 30-миллиметровой семиствольной авиационной пушки GAU-8 Avenger, которая была разработана компанией «Дженерал Электрик» специально для вооружения штурмовика ВВС США А-10 «Тандерболт II». Это орудие отличается высокой надёжностью и точностью стрельбы. Барабанный магазин на 1190 снарядов находится под палубой и может быть снаряжен за время от 9 до 20 минут. Считается, что ёмкости магазина достаточно для поражения шести-семи целей. Для стрельбы применяется бронебойный подкалиберный снаряд с вольфрамовым сердечником и отделяемым поддоном. Живучесть стволов — 21 000 выстрелов.